# بيثون 3

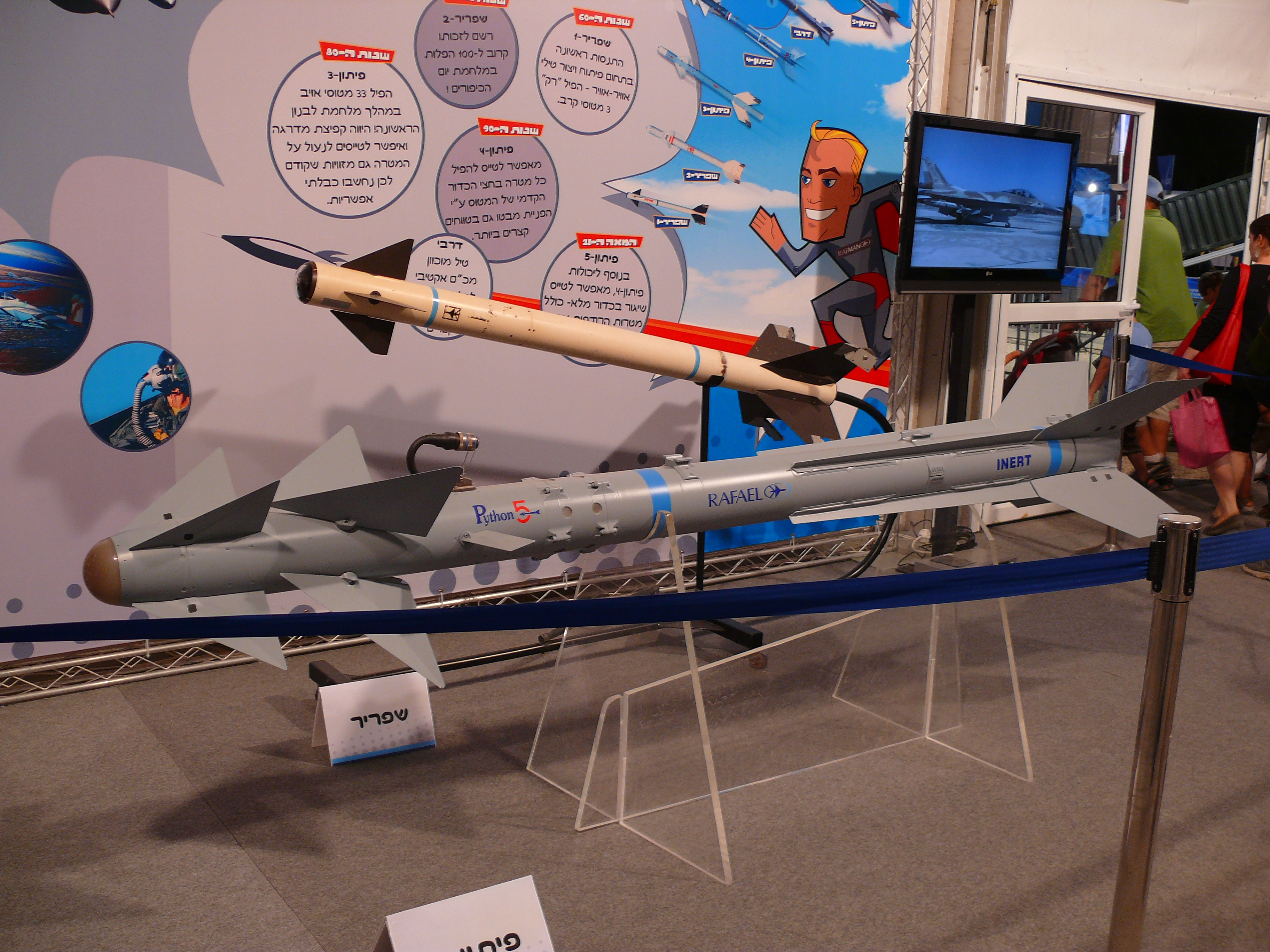
الطراز القديم والطراز الحديث، في الأمام بيثون 5 وإلى الخلف : شافرير-1.

الصاروخ بيثون 3 (بالإنجليزية: Python 3 ) هو صاروخ جو-جو يتوجه بالإشعة تحت الحمراء تقوم بتصنيعيه المؤسسة الإسرائيلية لتطوير التسليح «رافائيل» Rafael Armament Development Authority.
ويعتبر الصاروخ جو-جو من طراز بيثون 3 من الجيل الثالث لهذا الصاروخ. استخدمت إسرائيل هذا الصاروخ في حرب لبنان عام 1982. وتزعم أسرائيل أنها أسقطت بواسطة بيثون 3 الذي طورته نحو 50 طائرة.
أنشئت مؤسسة رافائيل لتطوير اليلاح بغرض تطوير الصاروخ جو-جو من نوع شافرير. واستخدم هذا الصاروخ للعمل على طائرات الميراج 3 عام 1963، ولكن السلاح الجوي الٍرائيلي لم يعتبره سلاحا قويا. لهذا قامت المؤسسة بتطوير شافرير-2 وأدخل في السلاح الجوي الأسرائيلي عام 1971، وأثبت جدارته من بين الصواريخ جو-جو المتاحة في ذلك الوقت. وخلال حرب أكتوبر 1973 تزعم إسرائيل أنها اطلقت 176 صاروخ منها واسقطت 89 طائرة.  وتقوم إسرائيل بتصدير شافرير 2 للطائرات الإسرائيلية المصدرة إلى دول أمريكا الجنوبية (أنظر كفير (طائرة)).

## خصائص بيتون-3

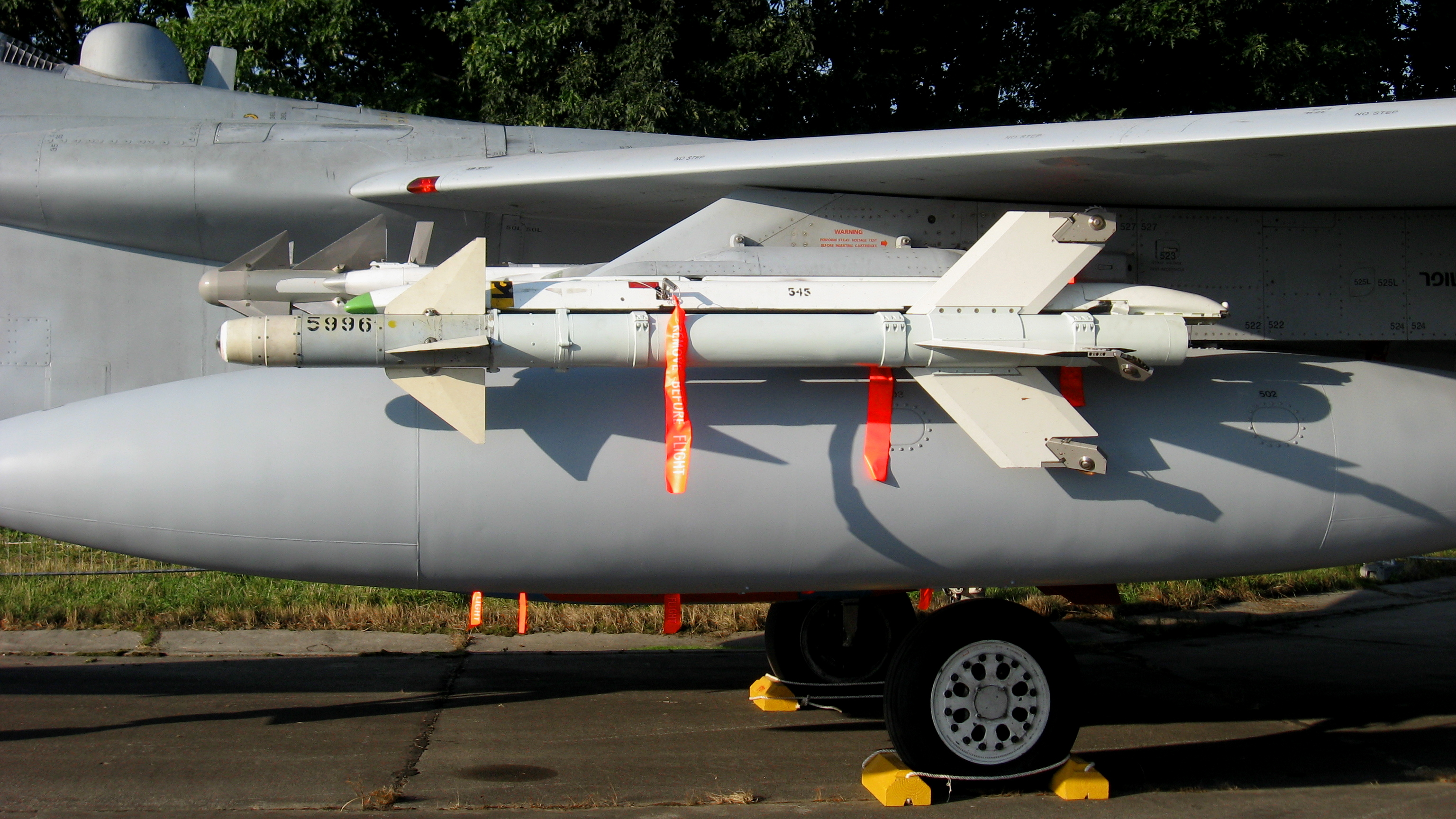
Python 3 missile under the wing of an Israeli F-15 Eagle.

يتصف صاروخ بيثون-3 بقدرة عالية على المناورة الجوية، كما يستطيع إصابة طائرات مروحية تطير على ارتفاعات منخفضة أو طائرات أخرى. تستطيع بنية الصاروخ جو-جو الالتفاف بقوة 56 g (أي 56 ضعف جاذبية الأرض). كما يتميز برأس تتحسس الأشعة تحت الحمراء خلا مخروط رؤية بزاوية 30 إلى 40 درجة مما تجعله يصيب هدفه بنسبة 95%. يستخدم البيثون وقودا صلبا في محركه الصاروخي يقوم بتسريعه غلأى نحو 5 و3 ماخ. وهو يفوق الصاروخ AIM-9L Sidewinder من وجهة السرعة والمدى ومنحنيات الطيران.

## تصديره إلى الصين
تعاقدت الصين الشعبية مع إسرائيل على تصريح لبناء الطاروخ بيثون-3 تحت اسم PL-8 في الصين. وقد تم هذا التعاقد بين الطرفين عام 1983، وقامت شركة لويانغ إلكترو-أوبتيكس EOTDC في الصين بصنع أول تلك الصواريخ. وقد قامت مؤسسة «رافائيل» الإسرائيلية بتوريد قطع إلنتاج بين 1000 - 1200 صاروخ إلأى الصين حتى تاريخ 1990. وتستخدم القوات الجوية والقوات البحرية الصينية الصاروخ على طائرات Chengdu J-7 و Shenyang J-8B/D و Chengdu J-10 .

## الأنواع

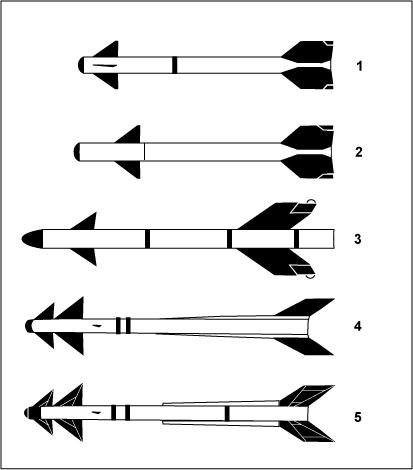
الأنواع من أعلى إلى أسفل: شافرير-1, شافرير-2, بيثون-3, بيثون-4, بيثون-5.

## اقرأ أيضا
- كفير (طائرة)
- طائرة دون طيار
- أيتان (طائرة)
- هاروب (طائرة)
- إسرائيل لصناعات الطيران والفضاء